# Навуходоносор III
Навуходоно́сор III (Набу́-куду́ррі-у́цур) — керівник повстання проти персів у Вавилонії 522 року до н. е. Його походження й особа точно не встановлені.

## Правління
На початку 522 року до н. е. в Персії стався переворот. До влади прийшов молодший брат Камбіса II Бардія, якого одразу визнали у Вавилонії, а невдовзі — й у решті регіонів. Бардія пішов на поступки регіонам, скасувавши повинності, але продовжив боротьбу з перською знаттю. За кілька місяців представники останньої організували вбивство Бардії й обрали серед своїх нового царя — Дарія I. Пізніше, у Бехістунському написі, Дарій зазначав, що був вбитий не Бардія, син Кіра, а самозванець — маг Гаумата, який ніби вдавав із себе Бардію. Переворот спричинив масове повстання регіонів. У Вавилонії одразу ж після вбивства Бардії був проголошений новий цар — Навуходоносор III.
У Бехістунському написі йдеться, що Нідінту-Бел проголосив себе сином Набоніда і почав правити під іменем Навуходоносора (III). Повстання проти перського правління почалось і розрослось стрімко. Тим часом Дарій був зайнятий військовими діями проти Ассіни, який підбурив повстання в Еламе. Лише придушивши той заколот, Дарій розпочав похід до Вавилонії, який він особисто очолив. 13 грудня біля переправи через Тигр відбулась перша битва. Укладачі Бехістунського напису зазначали, що військо Дарія переправилось через річку з конями й верблюдами та вщент розбило військо Нідінту-Бела.
За п'ять днів, 18 грудня, відбулась друга битва — біля Євфрату (у місцині з назвою Зазана). У перському й еламському варіантах зазначається, що частина вавилонського війська «була кинута у воду (й) вода віднесла її». В аккадському варіанті Дарій стверджував, що всі прибічники Нідінту-Бела були вбиті, що він не брав полонених. Зазнавши поразки при Зазані, Навуходоносор III «з невеликим числом вершників» утік до Вавилона. Дарій взяв в облогу й невдовзі взяв те місто. Нідінту-Бел був страчений.